# Forstsee
Forstsee är en sjö i Österrike.   Den ligger i förbundslandet Kärnten, i den centrala delen av landet, 250 km sydväst om huvudstaden Wien. Forstsee ligger 612 meter över havet.
I omgivningarna runt Forstsee växer i huvudsak blandskog. Runt Forstsee är det ganska tätbefolkat, med 75 invånare per kvadratkilometer.